# Groupe dicyclique
En algèbre et plus précisément en théorie des groupes, le groupe dicyclique {\displaystyle {\rm {Dic}}_{n}} (pour tout entier n ≥ 2) est défini par la présentation
{\displaystyle {\rm {Dic}}_{n}:=\langle a,b\mid a^{2n}=1,b^{2}=a^{n},b^{-1}ab=a^{-1}\rangle .}
Les groupes {\displaystyle Q_{2^{m+2}}:={\rm {Dic}}_{2^{m}}} ({\displaystyle m\geq 1}) sont les groupes quaternioniques (les groupes dicycliques nilpotents). En particulier, {\displaystyle Q_{8}={\rm {Dic}}_{2}} est le groupe des quaternions.
{\displaystyle {\rm {Dic}}_{n}} est un groupe non abélien d'ordre 4n, extension par le sous-groupe cyclique engendré par {\displaystyle a} (normal et d'ordre 2n) d'un groupe d'ordre 2. Il est donc résoluble.
Contrairement au groupe diédral D4n, cette extension n'est pas un produit semi-direct.
Cependant, si n est impair, {\displaystyle {\rm {Dic}}_{n}} est le produit semi-direct du sous-groupe normal {\displaystyle \langle a^{2}\rangle } (d'ordre n) par {\displaystyle \langle b\rangle } (d'ordre 4).
{\displaystyle {\rm {Dic}}_{n}} est aussi une extension par son centre {\displaystyle Z({\rm {Dic}}_{n})} (le sous-groupe d'ordre 2 engendré par {\displaystyle a^{n}=b^{2}}) du groupe D2n. Cette extension est, elle aussi, non scindée.